# Al-Muhajiroun
Al-Muhajiroun ( en árabe: المهاجرون‎   , "Los Emigrantes") es una organización islamista proscrita con base en Arabia Saudita . El fundador del grupo fue Omar Bakri Muhammad, un sirio que antes pertenecía a Hizb ut-Tahrir ; no se le permitió volver a entrar en Gran Bretaña después de 2005. Según The Times, la organización ha sido vinculada al terrorismo internacional, la homofobia, anticristianismo y el antisemitismo . El grupo se hizo famoso por su conferencia de septiembre de 2002 " Los 19 magníficos ", elogiando los ataques del 11 de septiembre de 2001. La red muta periódicamente para evadir la ley; opera bajo muchos alias diferentes.
El grupo en su encarnación original operó abiertamente en el Reino Unido desde el 14 de enero de 1986 hasta que el gobierno británico anunció una intención de prohibición en agosto de 2005. El grupo se "disuelve" preventivamente en 2005 para evitar esto; dos alias utilizados por el grupo fueron prohibidos por el ministro del Interior británico en virtud de la Ley de Terrorismo de 2006 : Al Ghurabaa y The Savior Sect. Siguieron más proscripciones con la Ley de Terrorismo de 2000, donde Islam4UK fue proscrito como un alias de Al-Muhajiroun y siguió Musulmanes contra las Cruzadas en 2011. Los alias más recientes incluyen Need4Khilafah y Shariah Project, prohibidos en 2014, justo antes de que miembros destacados, incluido Anjem Choudary, fueran enviados a prisión (posteriormente fueron liberados).
En el Reino Unido, Al-Muhajiroun es el más notorio de los grupos domésticos salafistas yihadistas y su portavoz público, Anjem Choudary, tiene un nombre significativo; se considera más ortodoxo que su organización matriz inicial, Hizb ut-Tahrir, cuya rama con sede en Gran Bretaña no aboga por la violencia contra el Reino Unido y, por lo tanto, no ha sido proscrita.
Los miembros individuales de Al-Muhajiroun han estado implicados en una serie de ataques yihadistas, incluido el homicidio de Lee Rigby (Michael Adebolajo y Michael Adebowale), el atentado del Puente de Londres de 2017 (Khuram Butt) y el atentado con apuñalamiento del Puente de Londres de 2019 (Usman Khan). Algunos miembros, como Zacarias Moussaoui, han estado implicados en controversias en torno a Al-Qaeda.
También ha operado una casa de seguridad en Lahore para musulmanes ortodoxos. Otro miembro, Siddhartha Dhar, se convirtió en verdugo del Estado Islámico de Irak y el Levante (ISIL).

## Nombres
Desde que se vieron obligados a disolverse en 2004-2005, la red Al-Muhajiroun ha adoptado una variedad de nombres diferentes para tratar de sortear la ley británica; cada vez que sus alias han sido proscritos posteriormente bajo las diversas Leyes de Terrorismo. Por lo general, el ministro del Interior en funciones en ese momento nombra a la organización específica como proscrita; por ejemplo, en 2010, el ministro del Interior laborista, Alan Johnston, nombró a Islam4UK en relación con el caso Wootton Bassett. La organización ha utilizado los siguientes nombres; Al Ghurabaa (2004–2006), The Saved Sect (2005–2006), Ahlus Sunnah wal Jamaah (2005–2009), Islam4UK (2009–2010), Musulmanes contra las cruzadas (2010–2011) ) y desde entonces Need4Khilafah, el Proyecto Shariah y la Asociación Dawah Islámica.

## Historia

### Orígenes enHizb ut-Tahrir: 1983-1996
La red se originó en el Medio Oriente, como resultado de la vida y obra de Omar Bakri Muhammad . Nacido en Alepo, Siria en el seno de una rica familia sunita, durante su juventud el estado fue tomado por el Partido Árabe Socialista Ba'ath – Región de Siria ; una organización que promovía el socialismo árabe y el nacionalismo árabe, en lugar de una perspectiva islámica para el país. Aunque nominalmente seculares, muchos de los gobernantes baazistas procedían de la minoría alauita (chiita); incluido Hafez al-Assad, quien se convirtió en presidente de Siria en 1971. Algunos de los sunitas sirios con inclinaciones religiosas, incluido Omar Bakri, se unieron a la Hermandad Musulmana de Siria (hasta 40.000 hermanos musulmanes murieron en el asedio de Hama en 1982, aunque el propio Omar Bakri no participó en el levantamiento).
Omar Bakri vivió algún tiempo en Beirut, Líbano y luego en El Cairo, Egipto . Continuó militando en varias organizaciones musulmanas mientras estudiaba, incluso se unió a Hizb ut-Tahrir mientras estaba en Beirut (el fundador de la organización, Taqiuddin al-Nabhani, había muerto en el Líbano en 1977). Omar Bakri se mudó a Arabia Saudita para estudiar en la Universidad Umm al-Qura en La Meca y en la Universidad Islámica de Medina. En el Reino, Hizb ut-Tahrir era una organización prohibida. Según el relato de los hechos de Omar Bakri, la sucursal más cercana con sede en Kuwait no le permitió crear una sucursal en Arabia Saudita y lo suspendió de la organización, a pesar de que, en 1983, había reunido a unos 38 seguidores que respaldaban la creación de una Sucursal con sede en Arabia Saudita. Posteriormente, en Jeddah, creó su propio grupo llamado Al-Muhajiroun el 3 de marzo de 1983, "el 59 aniversario de la destrucción del califato otomano ". Sadek Hamid, un estudioso de la política islámica, ha afirmado que esto era solo una fachada para Hizb ut-Tahrir. Mientras vivía en Arabia Saudita, trabajó para Eastern Electric, propiedad de Shamsan y Abdul-Aziz as-Suhaybi en Riad, y luego Bakri se mudó a su sucursal de Jeddah. Al-Mahajiroun fue prohibido en Arabia Saudita en enero de 1986 y Omar Bakhri fue arrestado posteriormente en Jeddah, pero huyó al Reino Unido mientras estaba en libertad bajo fianza. Después de pasar algún tiempo en los Estados Unidos para estudiar, regresó a Gran Bretaña, donde se convirtió en jefe de Hizb ut-Tahrir Gran Bretaña.

### Al-Muhajirounen Gran Bretaña: 1996-2004
La participación de Bakri en Hizb ut-Tahrir terminó el 16 de enero de 1996 cuando fue despedido por la dirección mundial del grupo; después de esto, reintegró a Al-Muhajiroun a principios de 1996. A los ojos de los líderes de Oriente Medio de Hizb ut-Tahrir, Omar Bakri se había convertido en un problema para su organización debido a varias declaraciones que había hecho; justificando el asesinato del primer ministro John Major, afirmando que la reina Isabel II se convertiría al Islam y diciéndoles a los bosnios que rechazaran la ayuda alimentaria estadounidense durante las guerras yugoslavas y que "comieran serbios " en su lugar. Omar Bakri Muhammad y su grupo fueron objeto de un documental de Channel 4 titulado Tottenham Ayatollah en 1997, en el que Jon Ronson, un periodista de investigación de origen judío, siguió a Omar Bakri y Al-Muhajiroun durante un año. Un joven Anjem Choudary también apareció como adjunto del grupo. El documental menciona a los principales grupos musulmanes (que sintieron que sus actividades conducían a una demonización de todos los musulmanes), al diputado conservador Rupert Allason, a la Junta de Diputados de judíos británicos e incluso a Hosni Mubarak, presidente de Egipto, criticando al grupo. El Secretario de Relaciones Exteriores en funciones en el gobierno del Partido Conservador, Malcolm Rifkind, respondió a las preocupaciones internacionales diciendo que, dado que Al-Muhajiroun no había infringido ninguna ley específica, no podía ser procesado. Omar Bakri se vanaglorió abiertamente de vivir con subsidios de desempleo y el grupo protestó públicamente a favor de la Sharia, contra la homosexualidad y otros aspectos de la sociedad británica contemporánea que consideraba inmorales. El grupo afirmó que estaban recolectando donaciones para grupos en conflicto con el Estado de Israel, como Hamás, Hezbolá y la Yihad Islámica Egipcia. Yotam Feldner del Middle East Media Research Institute, cita informes del periódico egipcio Al-Ahram Weekly en noviembre de 1998, según los cuales Omar Bakri supuestamente se presentó como portavoz a Osama bin Laden como parte del  "Frente Islámico Internacional para la Yihad contras los Judíos y Cruzados".

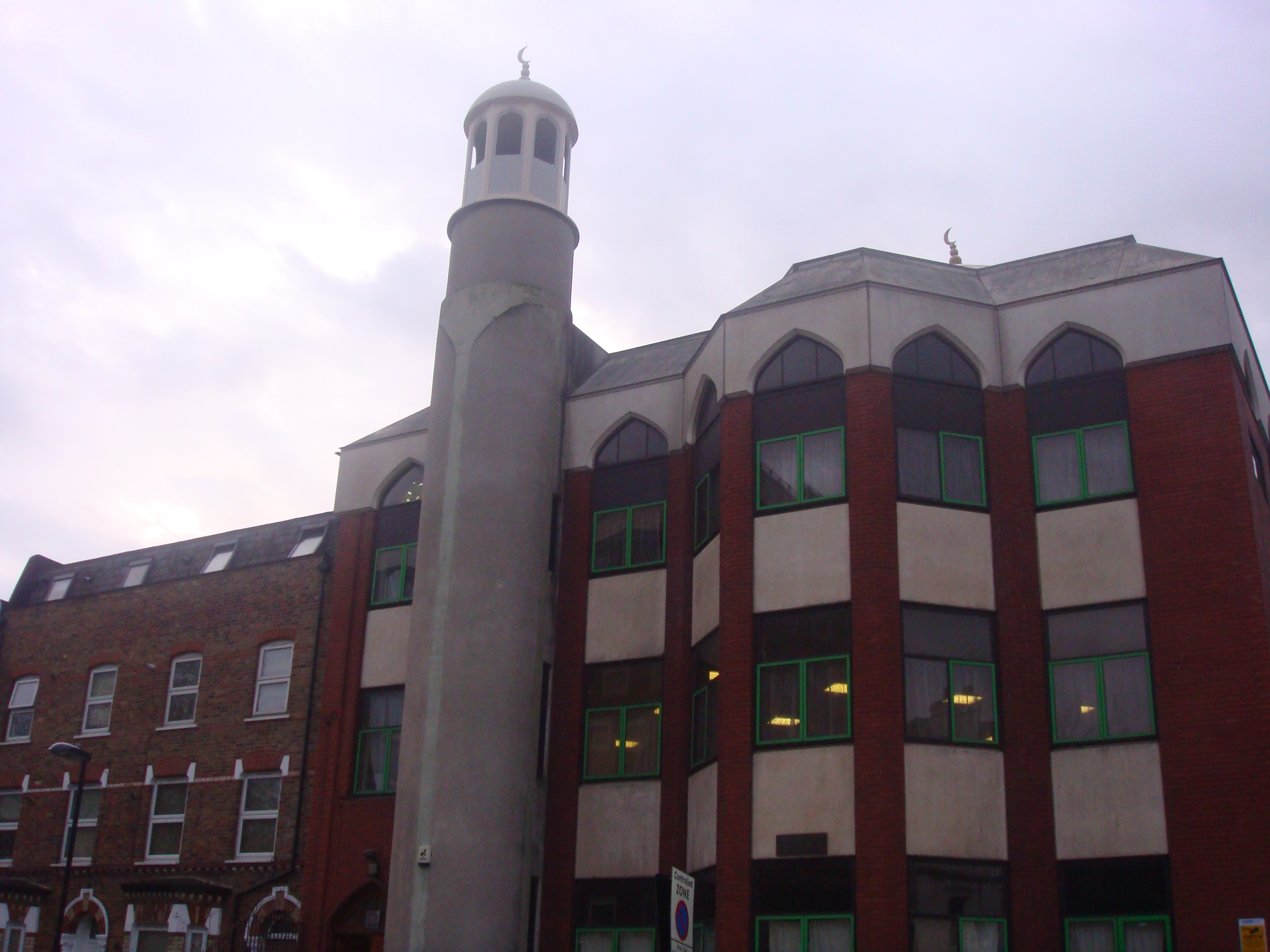
La mezquita de Finsbury Park en Islington, bajo Abu Hamza de 1997 a 2003, fue un centro importante para Al-Muhajiroun. Desde entonces, la mezquita ha sido reabierta bajo «autoridades no afiliadas».

Durante la década de 1990, varios musulmanes ortodoxos que eran buscados por las autoridades en varios países de Oriente Medio buscaron refugio en el Reino Unido, particularmente en Londres, lo que llevó a algunos, como los servicios de inteligencia franceses, a ridiculizar la situación como " Londonistán ". Particularmente cercano a Al-Muhajiroun estaba el egipcio Abu Hamza al-Masri, quien fue imán de la Mezquita de Finsbury Park desde 1997 hasta 2003. Abu Hamza había sido previamente asesor del Grupo Islámico Armado de Argelia y tenía su propio grupo llamado "Partidarios de la Shariah" que realizó protestas conjuntas con Al-Muhajiroun . Abu Qatada ; quien estuvo asociado con el grupo jordano Jaysh Mohammad y luego escribiría con simpatía sobre las actividades de Osama bin Laden; habló en una reunión de Al-Muhajiroun en noviembre de 1999 para recaudar fondos para los combatientes muyahidines en Chechenia (como parte de la segunda guerra chechena ). También se mantuvieron contactos entre el grupo de Omar Bakri y otros exiliados de Londres que hablaron en las reuniones de Al-Muhajiroun ; Yassir al-Sirri de Vanguards of Conquest y Mohammad al-Massari de Hizb ut-Tahrir . En los primeros dos años de su nueva existencia, el grupo no abogó por la violencia contra el Reino Unido; Omar Bakri afirmó en el periódico londinense Asharq Al-Awsat que esto se debía a que tenía un "pacto de paz" con el gobierno británico cuando le concedieron asilo (aunque cuando aún formaba parte de Hizb ut-Tahrir, Omar Bakri había hecho comentarios anteriormente en 1991 sobre un posible asesinato del primer ministro John Major, durante la guerra del Golfo). En los primeros días del Nuevo Laborismo, el ministro del Interior del partido de izquierda inglesa Jack Straw incluso nombró al activista de Al-Muhajiroun Makbool Javaid (cuñado del futuro burgomaestre de Londres, Sadiq Khan) para un Foro de Relaciones Raciales recién formado.
Esta situación cambió en septiembre de 1998, cuando siete miembros de la Yihad Islámica Egipcia, incluidos Hani al-Sibai, Sayyed Ajami y Sayyed Ahmed Abdel-Maqssuod, fueron arrestados por la Sección Especial de la Policía Metropolitana como parte de la Operación Desafío por presunta violaciones de la Ley de Prevención del Terrorismo de 1989 . Esto fue después de los atentados con bombas en las embajadas de Estados Unidos en Kenia y Tanzania en 1998, una operación conjunta de la Yihad Islámica Egipcia y Al-Qaeda (los dos se fusionarían en 2001), matando a 224 personas. La situación de "Londonistán", como se la conocía, había sido criticada durante mucho tiempo por algunos de los principales gobiernos del mundo árabe, como Egipto, Arabia Saudita, Argelia y otros, que también consideraban a los grupos como una amenaza para su seguridad nacional . Después de los arrestos, Omar Bakri describió a Gran Bretaña en Al-Ahram Weekly como "la punta de lanza de la blasfemia que busca derrocar a los musulmanes y al califato islámico" y afirmó que los siete hombres habían sido "adormecidos y traicionados haciéndoles creer que podían buscar refugio en Gran Bretaña de sus regímenes corruptos", alegando que Gran Bretaña estaba motivada por un deseo de "futuros favores económicos" de personas como Arabia Saudita. Seis meses después de los arrestos, Al-Muhajiroun y otros organizaron una manifestación frente al número 10 de Downing Street para protestar por el encarcelamiento continuo de los siete hombres y finalmente fueron liberados, incluido al-Sibai. Tony Blair, quien era el primer ministro del Partido Laborista en el momento de los arrestos, dos décadas después, en 2017, acusó a al-Sibai de haber radicalizado a miembros del grupo de militantes ISIS llamado " Beatles ", incluido " Jihadi John ". (Mohammed Emwazi) y El Shafee Elsheikh.
En 1998, los llamados "Diez de Aden" (incluidos ocho ciudadanos británicos) fueron arrestados mientras planeaban ataques en Yemen . Omar Bakri se jactaba de sus conexiones, pero los hombres estaban más directamente inspirados por Abu Hamza y su idea de Yemen como punto de partida para una "Revolución Islámica". Dos años más tarde, en 2000, el primer yihadista suicida nacido en Gran Bretaña, Mohammed Bilal Ahmed de Birmingham, se inmoló en un cuartel del ejército indio en Jammu y Cachemira, matando a nueve personas. Omar Bakri describió a Ahmed como un alumno suyo. A nivel nacional, en los campus universitarios, la Unión Nacional de Estudiantes de Gran Bretaña prohibió Al-Muhajiroun en marzo de 2001 después de que se presentaran quejas sobre la literatura promovida por el grupo (particularmente relacionada con los judíos) y la publicidad de campamentos militantes; La Universidad de Mánchester y la Universidad de Birmingham fueron puntos críticos para esto.  A nivel internacional, se prestó más atención a los grupos islamistas tras los ataques yihadistas del 11 de septiembre de 2001 llevados a cabo por Al-Qaeda contra los Estados Unidos y la posterior invasión de Afganistán que siguió para derrocar a los talibanes -gobierno que albergaba Al-Qaeda (el Reino Unido bajo el liderazgo de Blair se unió como parte de la ISAF ). Inmediatamente después del comienzo de la guerra en Afganistán, el portavoz de Al-Muhajiroun , Abdul Rahman Saleem (nacido Rahman Yahyaei) hizo declaraciones proclamando que los ataques yihadistas contra objetivos gubernamentales en Gran Bretaña e incluso matar al primer ministro serían actos legítimos.
Después de los ataques del 11 de septiembre, Al-Muhajiroun se centró principalmente en lo que, según ellos, era la injusticia de la posterior invasión del Emirato Islámico de Afganistán y, a menudo, celebraba reuniones donde la bandera de los talibanes; una bandera blanca con la shahada en negro era enarbolada. Según un informe Hope not Hate, un autodenominado grupo antifascista estrechamente vinculado al Partido Laborista británico, Omar Bakri se jactó de las conexiones entre Al-Muhajiroun y los llamados " Tres de Tipton " ( Ruhal Ahmed, Asif Iqbal y Shafiq) . Rasul ), quienes fueron arrestados en Afganistán luchando por los talibanes y retenidos por Estados Unidos en el campo de detención de la Bahía de Guantánamo . Richard Reid, el llamado "bombardero del zapato" durante el fallido intento de bomba del zapato en 2001, se hizo devoto en la mezquita de Finsbury Park, vinculada a AM. Aftab Manzoor, Afzal Munir y Mohamed Omar, que murieron en Afganistán luchando para los talibanes y Harkat-ul-Mujahideen, con sede en Pakistán, tenían conexiones con AM. De hecho, Al-Muhajiroun mantuvo una casa de seguridad en Lahore para visitar a los musulmanes que luchan por los talibanes. La conexión más explícita entre AM y los ataques del 11 de septiembre fue Zacarias Moussaoui, un devoto musulmán de Brixton durante la década de 1990; Moussaoui se declaró culpable de conspirar para llevar a cabo los ataques, pero estaba en prisión en Minnesota en el momento en que se llevaron a cabo (posteriormente fue encarcelado en ADX Florence ). El 11 de septiembre de 2002, Abu Hamza junto con Al-Muhajiroun celebraron una conferencia que llegó a conocerse como la reunión de los "19 Magníficos" (un término que se refería a los secuestradores). Promovida como el lanzamiento del "Consejo Islámico de Gran Bretaña", supuestamente para abogar por la ley de la sharia, la conferencia en la Mezquita de Finsbury Park se tituló "11 de septiembre de 2001". : A Towering Day in History" y se colocaron carteles en Stepney, Blackburn y Birmingham, que mostraban una imagen de aviones que se estrellaban contra el World Trade Center . Omar Bakri dijo que los asistentes "consideran el 11 de septiembre como una batalla, como un gran logro de los muyahidines contra la superpotencia del mal. Nunca elogié el 11 de septiembre después de que sucedió, pero ahora puedo ver por qué lo hicieron" y describió a Osama bin Laden y Al-Qaeda como "personas sinceras [y] devotas que se mantuvieron firmes contra la invasión de un país musulmán". También asistió Anjem Choudary, adjunto de Omar Bakri y portavoz de Al-Muhajiroun.

### "Disolución", primeros alias: 2004-2009

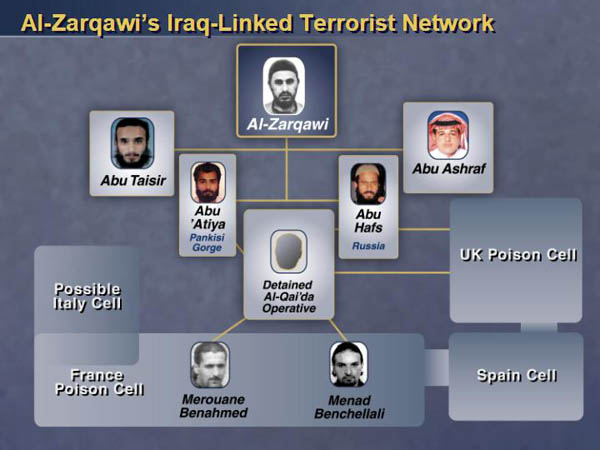
Colin Powell mencionó la "célula venenosa del Reino Unido", por la que fue condenado el asociado de Al-Muhajiroun, Bourgass, en su presentación ante las Naciones Unidas, respaldando la guerra de Irak.

A principios de 2002, la Policía Metropolitana realizó una serie de arrestos en relación con el complot de ricina de Wood Green, un presunto complot de bioterrorismo islamista que utilizaba el veneno de ricina (derivado de las semillas de la planta de aceite de ricino ) por parte de inmigrantes de origen argelino contra el metro de Londres . . Más tarde ese mismo mes, durante una redada en un piso en Crumpsall, al norte de Mánchester, DC Stephen Oake fue asesinado con un cuchillo de cocina por Kamel Bourgass, un inmigrante ilegal de Argelia. Bourgass también apuñaló a otros tres miembros de la Policía del Gran Mánchester . Lo buscaban en relación con el complot de ricina de Wood Green, pero no fue reconocido de inmediato. Bourgass había asistido a reuniones de Al-Muhajiroun antes del incidente y, seis días después, la Mezquita de Finsbury Park fue allanada. La naturaleza del complot en sí fue controvertida, no se encontró ricina purificada, aunque sí se encontraron notas y semillas de ricino y la mayoría de las personas arrestadas finalmente fueron liberadas. La única persona finalmente condenada en la corte en 2005 en relación con el complot de ricina fue Bourgass, esto se debió en gran parte a que tenía notas en su poder sobre cómo hacer ricina, cianuro y botulínica . Sin embargo, Colin Powell en su presentación de febrero de 2003 ante las Naciones Unidas, argumentando a favor de encargar la guerra de Irak basándose en supuestas conexiones entre Saddam Hussein y al-Qaeda, hizo referencia a una "Célula Venenosa del Reino Unido" como parte de una red internacional.
Dos hermanos de Mánchester, Adeel Shahid y Sajeel Shahid, abrieron una sucursal de Al-Muhajiroun en Pakistán y administraron un "refugio" en Lahore para musulmanes de Occidente (incluido el Reino Unido) para respaldar a los talibanes y Al-Qaeda contra las fuerzas de la ISAF en el vecino Afganistán. Una de las personas más notables a las que Omar Bakri y Sajeel Shahid permitieron viajar a Pakistán fue Mohammed Junaid Babar, que tenía la intención de ir a Peshawar, pero terminó en Lahore. Mientras estaba en Pakistán, Mohammed Junaid Babar entró en contacto con Mohammad Sidique Khan, quien más tarde planearía los atentados con bombas en Londres del 7 de julio de 2005 . Estas actividades de la organización en Pakistán fueron controvertidas para el gobierno allí, debido a la hostilidad de estos musulmanes hacia el actual presidente de Pakistán, Pervez Musharraf . Un orador en una de las mismas reuniones que Sajeel Shahid fue el ex general de división Zahirul Islam Abbasi, quien anteriormente había estado involucrado en un golpe contra el gobierno de Pakistán. De vuelta en Gran Bretaña, las cosas llegaron a un punto crítico para Al-Muhajiroun en marzo de 2004, con el lanzamiento de la Operación Grieta por parte de la Policía Metropolitana. Varios de los hombres arrestados y posteriormente condenados ( Omar Khyam, Salahuddin Amin, Jawad Akbar, Anthony Garcia y Waheed Mahmood) tenían vínculos con Al-Muhajiroun ; También se recuperaron 1300 libras de fertilizante de nitrato de amonio y los hombres, en su mayoría de origen paquistaní, fueron acusados de planear ataques con bombas en centros comerciales, clubes nocturnos y plantas de gas en Gran Bretaña. Mohammed Junaid Babar testificó como testigo contra sus antiguos socios.
Al Muhajiroun se disolvió el 13 de octubre de 2004 para evitar la proscripción. Sin embargo, se creía que The Savior Sect era, a todos los efectos, Al Muhajiroun operando bajo un nuevo nombre. Poco después de los atentados con bomba del 7 de julio de 2005 en Londres, Tony Blair anunció que el grupo sería prohibido como parte de una serie de medidas contra la condonación o la glorificación del terrorismo.
El ministro del Interior, Charles Clarke, expulsó a Omar Bakri Muhammad del Reino Unido el 12 de agosto de 2005 con el argumento de que su presencia "no era propicia para el bien público". Otras dos organizaciones derivadas, The Savior Sect y Al Ghurabaa, habían sido prohibidas previamente por la "glorificación" del terrorismo en virtud de la Ley de terrorismo de 2006.
Luego, la organización fue refundada como Ahlus Sunnah Wal Jammah el 18 de noviembre de 2005, en el norte de Londres por Sulayman Keeler . Llamó a la reina Isabel II enemiga del Islam y los musulmanes. En febrero de 2006, ASWJ ayudó a organizar la manifestación musulmanaista frente a la embajada danesa en Londres en 2006.
En diciembre de 2006, ASWJ emitió un llamado en uno de sus sitios web para que los musulmanes luchen contra el ataque etíope contra la Unión de Tribunales Islámicos en Somalia "financiera, física y verbalmente". El 10 de marzo de 2009, ASWJ se manifestó en la ciudad para protestar contra el desfile de bienvenida del Royal Anglian Regiment tras la publicación de este último en Afganistán . [40] La protesta, aunque pequeña, atrajo la atención de los medios, generando enojo porque las autoridades habían dado permiso para la manifestación y protección policial.

## Ideología
Los objetivos proclamados de Al-Muhajiroun son crear conciencia pública sobre el Islam, influir en la opinión pública a favor de la sharia, convencer a los miembros de la sociedad de que el Islam es inherentemente político y una alternativa ideológica viable, unir a los musulmanes a escala mundial en las amenazas que enfrenta la Ummah y reanudar la forma de vida islámica mediante el restablecimiento del califato islámico. Los miembros han llevado a cabo numerosos asesinatos y ataques terroristas. Su cosmovisión general; con un fuerte enfoque en un califato mundial de orientación pan-islamista se deriva directamente de su organización matriz Hizb al-Tahrir (fundada por Taqiuddin al-Nabhani ) como propugna Omar Bakri Muhammad . La organización se describe comúnmente como islamista y, a veces, se clasifica como salafista, cuya línea ideológica se deriva en última instancia de la Hermandad Musulmana y Sayyid Qutb (supuestamente influenciados por ideas " leninistas " no islámicas, estos individuos, en su opinión, "se apropió" del nombre salafista como medio de credibilidad dentro de los círculos islámicos), en lugar de Ibn Taymiyyah.

## Yihadismo

### Declaraciones
Además de declarar a los secuestradores del 11 de septiembre como "los 19 Magníficos", las d declaraciones hechas por al-Muhajiroun incluyen una advertencia al gobierno británico de que estaba "sentado sobre una caja de dinamita y que solo él tiene la culpa si después de atacar a los movimientos islámicos y los eruditos islámicos, todo les explota en la cara".

En 2004, BBC Newsnight citó a un líder de Al-Muhajiroun, Abu Ibrahim, diciendo:
Cuando hablan del 11 de septiembre, cuando los dos aviones atravesaron magníficamente esos edificios, está bien y la gente se da la vuelta y dice: 'espera un segundo, eso es bárbar. ¿Por qué tuviste que hacer eso? ¿Sabes por qué? Por ignorancia. . . . Para nosotros es una represalia. El Islam no es el iniciador de guerras. Si empiezas la guerra, no pondremos la otra mejilla. . . . Según tú no puede ser correcto. Según el Islam es correcto. Cuando habla de civiles inocentes, ¿no mata a civiles inocentes en Irak?

### Ataques
El 29 de abril de 2003, Asif Hanif y Omar Sharif, que asistían a algunos de los círculos de Al-Muhajiroun, llevaron a cabo un atentado con bomba en un café de Tel Aviv, Israel, que mató a tres personas e hirió a otras 60.
En 2006, otro individuo relacionado con Al-Muhajiroun supuestamente detonó una bomba en India, se suicidó y destruyó un cuartel del ejército.

En 2007, cinco jóvenes musulmanes con conexiones con Al-Muhajiroun ( Omar Khyam, Waheed Mahmood, Anthony García, Jawad Akbar y Saladhuddin Amin ) fueron declarados culpables de un complot de atentados múltiples para usar bombas de fertilizante "que, según la policía, podría haber matado a cientos de británicos. Los hombres fueron capturados después de que la policía y el MI5 lanzaran una operación de vigilancia masiva". La vigilancia culminó en una incursión llamada Operación Grieta . Los objetivos incluían "el centro comercial Bluewater en Kent, el club nocturno Ministry of Sound en Londres y la red de gas doméstico de Gran Bretaña". Según el profesor Anthony Glees, director del Centro Brunel de Estudios de Inteligencia y Seguridad:
El juicio de la bomba de fertilizante nos ha dado la evidencia irrefutable de que grupos como al-Muhajiroun han tenido un papel importante en la radicalización de los jóvenes musulmanes británicos, y que esto puede crear terroristas.
El 22 de mayo de 2013, dos miembros de Al-Muhajiroun, Michael Adebolajo y Michael Adebowale, llevaron a cabo el asesinato de Lee Rigby . Aproximadamente desde 2003, Adebolajo fue influido por Bakri y luego por Choudary, después de que Bakri abandonara el país en agosto de 2005. Un ex asociado dijo que Adebolajo "se encerró en esta habitación con este tipo durante unas horas y cuando salió era un musulmán converso. Escupió todo tipo de cosas y dijo que había cambiado su nombre". Adebolajo insistió en ser llamado durante el juicio de Rigby " Mujahid ".
Al menos uno de los perpetradores del ataque al Puente de Londres de 2017, Khuram Butt, era miembro.
El apuñalamiento del Puente de Londres de 2019, llevado a cabo el 29 de noviembre por Usman Khan, un musulmán convicto por terrorismo, resultó en la muerte de dos civiles y heridas a otros tres. Khan fue neutralizado a tiros por la policía; era partidario de Al-Muhajiroun.

## Depósito de armas 2019
En 2019, se encontró en Coventry un depósito de armas vinculado a al-Muhajiroun. Incluía un rifle de francotirador y balas trazadoras.

## Otras lecturas
- R. Watson – BBC – Artículo de Newsnight y BBC – Documental de Newsnight 27 de junio de 2017
- BBC – 'La policía allana a un grupo islámico'
- Richard Watson de BBC Newsnight entrevista a los reclutas de Al-Muhajiroun
- The Times (Londres) – 'Predicador del odio' está prohibido en Gran Bretaña
- 10 de marzo de 2004, Mahan Abedin de Jamestown.org entrevista a Omar Bakri Mohammed en su casa de Londres.
- Telegraph – Al Muhajiroun bajo escrutinio
- Telegraph – Militantes de Al-Muhajiroun buscan estado islámico mundial
- Entrevista de BBC HARDtalk, 5 de mayo de 2003, Anjem Choudary se niega a condenar los ataques suicidas.
- Washington Times – Musulmanes británicos llamados a emprender la yihad
- Grupos militantes en el Reino Unido The Guardian, 19 de junio de 2002
- Yihadista trasplantado
- Gateway to Terror de Hope not Hate